# Giulio De Micheli
Giulio De Micheli (La Spezia, 1889 – Covo, 30 settembre 1940) è stato un compositore, violinista e direttore d'orchestra italiano.

## Biografia
Rivelò la sua inclinazione musicale a soli cinque anni e all'età di quindici anni conseguì il diploma, completando poi gli studi presso il Conservatorio Arrigo Boito di Parma, perfezionandosi anche in violino: come solista, si rivelò un virtuoso apprezzato in una serie nutrita di concerti in Italia e all'estero.
La sua produzione comprende oltre 160 composizioni, tra cui numerose operette, quattro messe, il poema sacro Petrus.
Il punto culminante del suo genio artistico è rappresentato dalla Prima Suite (In campagna), dalla Seconda (Visioni egiziane) e dalla Terza (Suite di danze). Da menzionare anche gli Intermezzi (tra cui A Ida su testo di Giovanni Pascoli), i valzer e le marce.
Sulla facciata della casa di Covo, dove morì, una lapide così lo ricorda: "Il 30 settembre 1940 in questa casa spirò il maestro Giulio De Micheli, inesauribile creatore di sempre nuove melodie, gloria del violino, celebre in Patria e all'estero, vanto della Spezia che gli diede i natali, orgoglio di Covo che ne conserva le spoglie".